# Michael Maloney
Michael Maloney, född 19 juni 1957 i Bury St Edmunds, Suffolk, är en brittisk skådespelare. 
Maloney har bland annat medverkat i Kenneth Branaghs filmadaption från 1989 av Henry V. I början av 1990-talet hade han en huvudroll i miniserien Mr Wakefield's Crusade och i filmen Truly Madly Deeply spelade han rollen som Mark. 1994 hade Michael Maloney huvudrollen i BBC-adaptionen av Kärlek på villospår. Han medverkade både i 1990 och 1996-års filmversioner av Hamlet, som Rosencrantz respektive Laertes, men även i andra Shakespeare-filmatiseringar, som Othello (1995) och Trettondagsafton (2003). 
I BBCs dramaserie The White Queen (2013) spelade han Sir Henry Stafford, Margaret Beauforts tredje make. År 2003 spelade han den belgiska Prosper Profond i Forsytesagan, han spelade samma år även Thomas Cranmer i Henry VIII och Cassius i miniserien Empire från 2005. På film har han bland annat spelat James i Babel (2006), John Major i Margaret (2009) och premiärminister Sir Robert Peel i Young Victoria (2009).

## Filmografi i urval
- 1980 – Richard's Things
- 1982 – The Bell (TV-serie)
- 1983 – Tartuffe, or The Impostor (TV-film)
- 1989 – Henrik V
- 1990 – Truly, Madly, Deeply
- 1990 – Hamlet
- 1992 – Mr. Wakefield's Crusade (TV-serie)
- 1993 – Indiana Jones äventyr (TV-serie)
- 1994 – Kärlek på villospår (TV-serie)
- 1995 – A Midwinter's Tale
- 1995 – Othello
- 1996 – Hamlet
- 2000 – A Christmas Carol (TV-film)
- 2003 – Forsytesagan (TV-serie)
- 2003 – Henry VIII (TV-serie)
- 2003 – Trettondagsafton
- 2005 – Empire (Miniserie)
- 2006 – Babel
- 2006 – Notes on a Scandal
- 2006 – Kommissarie Lewis (TV-serie)
- 2006 – Agatha Christie's Marple (TV-serie)
- 2009 – Margaret
- 2009 – Young Victoria
- 2010 – Morden i Midsomer (TV-serie)
- 2011 – Järnladyn
- 2012 – Coronation Street (TV-serie)
- 2013 – The White Queen (TV-serie)
- 2015 – River (TV-serie)
- 2016 – Mr Selfridge (TV-serie)
- 2017 – Victoria (TV-serie)
- 2018 – Morden i Midsomer (TV-serie)
- 2019 – The Crown (TV-serie)